# Microlophus duncanensis
Espèce
Synonymes
- Tropidurus duncanensis Baur, 1890

Statut de conservation UICN

 NT  : Quasi menacé
Microlophus duncanensis est une espèce de sauriens de la famille des Tropiduridae.

## Répartition

Répartition

Cette espèce est endémique de l'île Pinzón aux îles Galápagos en Équateur.

## Étymologie
Son nom d'espèce, composé de duncan et du suffixe latin -ensis, « qui vit dans, qui habite », lui a été donné en référence au lieu de sa découverte, l'île Pinzón parfois nommée Duncan Island en anglais.

## Publication originale
- Baur, 1890 : Das Variieren der Eidechsen-Gattung Tropidurus auf den Galapagos Inseln und Bemerkungen über den Ursprung der Inselgruppe. Biologisches Zentralblatt, vol. 10, p. 475-483 (texte intégral).